# Ноктен (язык)
Ноктен («Mataco», «Mataco Nocten», Nocten, Noctén, Noctenes, Oktenai, Weenhayek, Wichí Lhamtés Nocten) — индейский язык, который принадлежит к группе вичи матакской семьи языков. На нём говорят в муниципалитете Кордильера-де-Пирапо, юго-западнее реки Пилькомайо, северо-центральной части департамента Тариха в Боливии, а также в департаментах Анта, Метан, Оран, Ривадавия, Сан-Мартин провинции Сальта, Бермехо, Матакос, Патиньо, Рамон-Листа провинции Формоса и Генеральный Гюэмес провинции Чако в Аргентине.
Рассматривается как диалект языка мака.